# 山縣農場

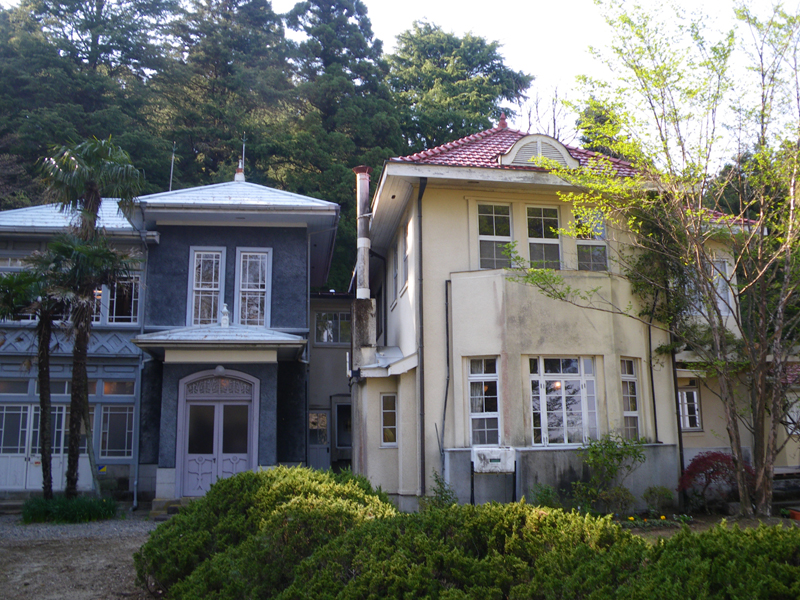
山縣有朋記念館

山縣農場（やまがたのうじょう） は、山縣有朋が明治時代に、箒川を挟んで那須野が原に隣接する高原山山麓の栃木県伊佐野（現矢板市伊佐野）に開いた開拓農場。那須野が原およびその周辺に10以上も開かれた華族農場のひとつである。

## 概要
山縣有朋は、1869年（明治2年）から1870年（明治3年）にかけて欧米事情視察のため渡欧し、ドイツで貴族が田園に農場をかまえ、農業・林業経営に当たるという貴族農場を見て感銘を受ける。
政府が那須野が原の広大な第三種官有地を払い下げることになったとき、当時ここを開拓すべく大農場を開いたのは、栃木県令三島通庸をはじめ、青木周蔵、山田顕義、大山巌、西郷従道、松方正義、佐野常民、品川弥二郎、戸田氏共、毛利元敏、鍋島直大など錚々たる面々であった。有朋も那須ヶ原への入植を希望したが、平地のほとんどはすでに他の高官や旧藩主らによりおさえられていた。
有朋は、渋沢栄一が払い下げを希望しながら地元の反対で断念した那須野が原西部に隣接する伊佐野（現矢板市伊佐野）について、許可を譲り受け、地元の同意を取り付けて払い下げにこぎつけ、1886年（明治19年）、伊佐野農場（のちの山縣農場）を開くに至る。山縣が払い下げで得た土地はおよそ「自然林150町歩、草山600町歩」で、その多くは山林であった。
山縣は、開墾にあたる人員の募集の際に、土地を持たない農家の次男・三男という条件をつけた。農業を富国の基本と考える有朋は、一定の条件を満たした小作人に土地を与えて自作農を育てることを目指した。住まいを用意し、入植者の子弟のための学校を開くなど、細やかな配慮も怠らなかった。その甲斐もあって開墾も進み、1910年（明治43年）には有朋は以下のような歌を詠んでいる。
篠原も畑となる世の伊佐野山 みどりに籠もる杉にひの木に
自作農を育てる方針は有朋亡き後も生き続け、1934年（昭和9年）、3代目当主山縣有道は、山縣農場開設50周年を記念して、小作人36名に土地を分譲して自作農としている。
当時開かれた華族農場の多くは平地にあって、耕作を小作人に任せていたため、第二次世界大戦後の農地改革などの影響を直接受けたが、田畑の多くを小作人に譲渡済みで山林主体の経営となっていた山縣農場だけは、農地改革の影響をあまり受けることがなかった。

## 略年表
- 1880年（明治13年）、印南丈作[6]・矢板武[7]が那須開墾社を設立して那須野が原開拓事業にとりかかる。
- 1880年（明治13年）、渋沢栄一らが伊佐野の拝借願を出すものの、地元の反対で払い下げを断念。
- 1883年（明治16年）、代わって、山縣有朋が拝借願を出す。
- 1884年（明治17年）、拝借願が認可され、「山縣開墾社」として開墾にあたる人員の募集を開始。
- 1885年（明治18年）、那須疏水が完成。（山縣農場は那須野が原の外側にあり疏水の恩恵は受けない。また、農場は平地の少ない山間地が主。）
- 1886年（明治19年）、払い下げがかない「伊佐野農場[8]」として開設。
- 1891年（明治24年）、第1回目の小作地払い下げ。
- 1892年（明治25年）、当時の農場管理者森勝蔵[9]が絵巻物「伊佐野農場圖稿」を描く
- 1922年（大正11年）、有朋死去。有朋の養嗣子、山縣伊三郎が跡を継ぐ。
- 1924年（大正13年）、前年の関東大震災で被害を受けた小田原の古希庵を山縣農場に移築
- 1927年（昭和2年）、伊三郎死去。息子の山縣有道が跡を継ぐ。
- 1934年（昭和9年）、農場開設50周年を記念し、希望する小作人36名に土地を分譲して自作農とする。
- 1937年（昭和12年）、冊子「山縣農場要覧」編纂。
- 1946年（昭和21年）、山縣農場が「第一農場」と「第二農場」に分離。
- 1947年（昭和22年）、復員した山縣有信（1918年 - 1974年）が山縣農場の経営に直接あたる。
- 1963年（昭和38年）、山縣有信が矢板市第3代市長に就任（1974年まで）
- 1974年（昭和49年）、有信死去。妻の山縣睦子が山縣農場の経営にあたる。
- 1999年（平成11年）、古希庵を記念館として開館。ここで「伊佐野農場圖稿」を公開。
- 2000年（平成12年）、『伊佐野農場圖稿』を上梓。

## 山縣有朋記念館
山縣有朋記念館は、山縣有朋の遺品や山縣文書など関係資料を収蔵展示する資料館。1999年開館。栃木県矢板市の山縣農場敷地内にある。記念館の建物は小田原の古稀庵にあった伊東忠太設計になる木造洋館が関東大震災で被災した時、これを移築したもので、1990年1月26日栃木県指定有形文化財に指定されたのに続き、国指定文化財となることが決まった

。
収蔵品には、明治天皇からの下賜品や陸軍関連の備品、『伊佐野農場圖稿』や山縣がやりとりした書簡も含まれている。
日本画家岩波昭彦作「椿山荘と山縣有朋先生像」収蔵(2016年)。
- 所在地：〒329-2501栃木県矢板市上伊佐野1022番地

## バス路線と表記
1951年（昭和26年）9月21日に国鉄バス 関東地方自動車局路線として、上伊佐野ー山県農場（山県農場線）が開通した。これは1937年（昭和12年）矢板線（関谷宿ー矢板）の枝線として、山縣農場までを繋いだものであった。矢板線はのち矢板北線となり、また国鉄民営化にともないジェイアールバス関東西那須野支店の運行となっていたが、バス路線の順次廃止の波の中、山県農場線も1992年（平成4年）3月31日に廃止となった。
バス路線名及び停留所名表記は戦後の当用漢字に沿い、路線名「山県農場線」、停留所名「山県農場」であった。

## 関連資料
- 石川明範「『伊佐野農場図稿』にみる明治二十年代の山縣農場ーあるいは『農場の博物誌』」栃木県立博物館研究紀要第11号別冊、1994年3月
- 地図「明治期の主な大農場と那須疎水」（栃木県作成）『木を育て 森に生きる』に掲載
- 矢板市史編集委員会/編『矢板市史』 矢板市 1981年
- 『山縣農場要覧』山縣農場事務所刊 昭和12年